# Echinogorgia toombo
Echinogorgia toombo is een zachte koraalsoort uit de familie Plexauridae. De koraalsoort komt uit het geslacht Echinogorgia. Echinogorgia toombo werd in 1999 voor het eerst wetenschappelijk beschreven door Grasshoff. 